# A Csillagkapu-sorozatokban szereplő fajok
A Csillagkapu-univerzumban sok idegen faj létezik. Az idegen fajok mellett számos emberi kultúra is előfordul az egyes bolygókon, ahova a Goa'uldok (vagy az Ősök) betelepítették a Földről elvitt embereket. Ezek a kultúrák nagyon különbözőek egymástól, a primitív őskori csoportoktól kezdve egészen a technikailag fejlett népekig (melyek néha fejlettebbek a földieknél is) minden megtalálható.

## Az eredeti Csillagkapu sorozatban szereplő fajok, civilizációk
Az alább felsorolt fajok és emberi kultúrák az eredeti sorozatban jelentek meg (esetleg a filmben) először, ám ez nem jelenti, hogy kizárólag abban szerepelnek.

### Ősök
A legősibb ismert civilizáció, nevük is innen ered (magukat alteraiaknak nevezik). Az emberhez külsőleg és genetikailag is nagyon hasonló faj. Eredetileg egy másik galaxis szülöttei voltak, ám fejlett technológiájuk révén (többek közt a csillagkapuk, illetve a fénynél gyorsabb űrhajózás megalkotásával), melynek segítségével eljutottak többek között a Tejútrendszerbe is. Az életet is ők hozták létre ebben a galaxisban a Dakarán található szerkezet segítségével. Ez a többnyire jóindulatú, az élet létrejöttének és a különféle civilizációk békés együttélésének segítését célul kitűző faj a sorozat idejére már eltűnt a galaxisból, néhány helyről kihaltak, másutt pedig többnyire felemelkedtek, meghaladták az anyagi és testi létezés bilincseit, az első tévésorozat cselekményének idejére már ritkán avatkoznak aktívan az eseményekbe, s csak ritkán jelennek meg testi valójukban; ám cselekedeteik következményei, létesítményeik és hátrahagyott technológiájuk fontos szerepet kapnak.
Jóval kisebb számban élnek az Ősöknek olyan leszármazottai is, amelyek saját hatalmukat építik más lények rovására (pl. az Ori).

### Asgard
Egy jóakaratú, rendkívül magasan fejlett faj. Megjelenésükben a roswell-i szürke idegenekre hasonlítanak. Egy másik galaxisban élnek, többször meglátogatták a Földet, az északi népek legendáinak alapjául szolgáltak. A történet szerint a Négy faj egyike. A Goa'uld ellensége, azoknál sokkal fejlettebb technológiával rendelkeznek. Hajóikkal képesek percek alatt fényévek ezreit megtenni. Mesterei a teleportációnak és a holografikus megjelenítésnek. Végtelenül hosszú ideig élnek, mivel klóntechnikával az elöregedett testet pótolni tudják, átültetve abba az eredeti test tudatát és minden tapasztalatát. Az évezredes klónozások tönkretették a természetes reprodukciós képességüket, és most a kihalás fenyegeti őket. A klónozás eredményeként szinte teljesen ugyanúgy néznek ki, emiatt a hangjuk alapján különböztetik meg őket. Az első sorozat utolsó évadainak egyikében a genetikai degeneráció miatti populációs összeomlás eléri a fajt, de kollektív kihalásuk előtt a földi emberiséget teszik meg örökösüknek, a Tau'ri népére hagyva technológiájuk egy részét. Az Atlantisz c. spinoff szerint csak néhány példány marad belőlük abban a lokális galaxishalmazban, amelybe a Tejútrendszer is tartozik.

### Goa’uld
Ez a parazita faj a galaxis domináns életformája (hatalom és nem elterjedtség szerint). A Goa’uldok kígyószerű idegenek, amely befészkeli magát a gazdatest gerincagyába, és átveszi az irányítást annak teste és személyisége felett. Évszázadokig tartózkodtak a Földön, magukat isteneknek kiadva, ezzel alakítva a földi kultúrák mitológiáit. Legtöbbjük vérében kis mennyiségben jelen van a Naquadah nevű anyag. A sorozatban a Goa’uldokat következetesen szimbiótáknak nevezik, hiszen biológiai szempontból a gazdatesttel szimbiózisban élnek

### Jaffa
A Jaffa népet azért hozták létre a Goa’uldok, hogy kiküszöböljék azt a hibát, hogy az emberekkel csak minden második egyesülés volt sikeres. A hasukban erszényszerű képződmény van, melyek 100 évig inkubátorként szolgálnak a Goa’uld lárváknak. Addig a szimbióta hihetetlen erőt, és hosszú életet nyújt hordozójának, és az immunrendszerére kapcsolódva képes a legtöbb sérülés gyors gyógyítására. Az immunrendszer kikapcsol, ha Goa'uld él a gazdatestben. Goa'uld eltávolítása esetén a gazdatestnek pótolnia kell a Goa'uld által termelt tretonin nevű szert. A Jaffa harcosok adják a Goa'uld haderejét. Habár a Jaffák fellázadtak, néhány Goa'uld, leginkább Anubis, Kull Harcosokkal sikeresen felveszi velük a harcot.

### Tok’ra
A Goa’uldok ellentéte a Tok’ra. Habár egyazon fajból származna, a Tok’ra kétezer éve harcot folytat a Rendszerurak ellen és szövetséget kötött a Földdel. Ellentétben a Goa’ulddal, aki teljesen uralkodik gazdateste felett, a Tok’ra megosztja a gazdatest testét és elméjét is a tulajdonosával és csak lakóként viselkedik.

### Kull harcos
Anubis rendszerúr által génmanipulálással létrehozott harcosok. Nincs személyiségük, a gyilkolásra vannak beprogramozva. A génmanipuláció során kizárólag a harci képességek fejlesztését vették figyelembe, így rövid ideig képesek életben maradni. Az Ifjúság Forrásaként ismert ős eszköz segítségével (ugyanezen eszköz a szarkofágok alapja is) keltették életre őket. Kevlárszerű szálakból készített páncéljuk majdnem minden ismert fegyvernek ellenáll. A Tok'ra földi segítséggel kifejlesztette az elpusztításukra képes fegyvert, az említett ős eszköz hatásának visszafordításával.
Fegyverzetük alapját a karjukra erősített sugárvető képezi, de képesek használni a legtöbb Goa'uld technológiára épülő szerkezetet. Anubis halála után elvesztették erejüket, és a Goa'uld harcosok lefegyverezték őket, így egy időre Ba'al rendszerúr szolgálatában álltak.

### Sodan
Egy Jaffa nép mely nagyjából 5 000 évvel a filmsorozat eseményei előtt rájöttek a Goa’uldok kilétére, és fellázadtak Ishkur rendszerúr ellen. A P9G-844-es bolygón élnek. A harcművészetükről híresek de a szabad Jaffák is tisztelik őket.A népük kihal egy hírnök miatt.

### Hírnök
A hírnökök az Ori nevű, természetfeletti hatalom követei. Ők olyan emberi lények, akik meg vannak áldva az Ori erejével. Csillagok között utazva, a lakott bolygókat meglátogatva terjesztik az Ori által kreált vallást, az Eredetet, és elpusztítják mindazokat akik ellen mernek állni az Ori-nak.

### R-75
Egy bogárfaj, mely a kilencedik évad A csapás című epizódjában jelent meg. A Gamma-bázison vizsgálat közben szabadultak ki. A hírnökök egyik biofegyvere. Több bolygón felel a termés kipusztulásáért, bár nem kizárólag növényevők. Ha hosszú ideig nem kapnak növényi táplálékot képesek bármilyen más táplálékot is megemészteni. Aszexuális szaporodási képességüknek köszönhetően nagyon gyorsan képesek szaporodni.

### Unas
Primitív humanoid életforma, közös bolygón élnek az eredeti Goa'uldokkal. A faj nevének jelentése "az elsők". Az embereknél lényegesen erősebb fizikumú, erőteljes regenerálódási képességű faj. A fajjal először a Thor pörölye című epizódban találkoznak, akiben egy Goa'uld van. Teal'c elmeséli, hogy az emberek előtt az unasokban élősködtek a Goa'uld paraziták. A szabad Unasok csontokból készült nyakláncot viselnek, ami megakadályozza, de legalábbis megnehezíti a szimbióták behatolását a testbe.

### Cimmeriaiak
Emberi népcsoport, a Cimmeria bolygón élnek. A bolygó a Védett Bolygók része, az 
asgardok és a Goa’uld közötti egyezmény szerint semleges terület. A cimmeriaiakat az Asgard technológia védte egy esetleges Goa'uld támadástól, a csillagkapu előtt a Thor pörölye nevű védelmi eszköz lett felállítva. Ez az eszköz a csillagkapun át érkező utazókat átvizsgálta, Goa'uld szimbiótát keresve. Ha felfedezte az élősködőt, akkor a gazdatestet egy hegy gyomrába transzportálta, elzárva így a Cimmeriaiaktól.
A CSK-1 csapata Cimmeriára érkezése után Thor pörölye felfedezte Teal’c-ben a szimbiótát, így a harcost az őt menteni próbáló Jack O’Neill-lel együtt transzportálta. A CSK-1 csapata segítségükre sietett, lerombolva ezzel a Pörölyt, így a bolygó védtelenné vált egy Goa’uld invázió ellen.
Hórusz (Heru’ur) Goa’uld rendszerúr kihasználta a bolygó védtelenségét, és támadást indított. Daniel Jackson és Samantha Carter sikeresen felvette a kapcsolatot az asgardokkal, és Thor, a flotta főparancsnoka megtisztította a bolygót a Goa’uldoktól, és újra üzembe állította a lerombolt védelmi eszközt. Az új Pöröly már képes volt különbséget tenni a Goa’uld szimbióta által uralt gazdatest és Teal’c között, így a CSK-1 csapata bármikor újra ellátogathat a Cimmeriára.

### Replikátor
Mechanikus életformák. Blokkokból állnak össze, melyek a nanotechnológia csúcstermékei. Galaxisról galaxisra terjeszkednek. Mindenhol megsemmisítik az életformákat, a megszerzett tudást és technológiát pedig beolvasztják sajátjukba. Az Asgard bolygókat elérve masszív ellenállásba ütköztek. Fejlődésük során emberi testet is kifejlesztettek, emberi viselkedéssel, akik bármilyen alakot fel tudnak venni. A replikátorok ellenállnak a modern energiafegyvereknek, csak a roncsoló földi robbanófegyverekkel pusztíthatóak el. Az Ősök tudásával Jack O’Neill tábornok megtervezi a hatásos fegyvert. A végső invázió előtt a földi csapat megtalálja az Ősök egyik előőrsét, majd a csillagkapukat láncba kapcsolva az egész galaxisban elpusztítja a replikátorokat.

### Gadmeer
Évezredekkel ezelőtt kihalt faj. Tudósaik egy bolygó-átalakító hajóra mentették a népesség genetikai térképét és tudását, hogy a megfelelő bolygót megtalálva újrateremthessék kultúrájukat.

### Ree’tou (Reetu)
A Goa'uldok egy ősi ellensége. Nagy, pókszerű, láthatatlan élőlények, melyek majdnem kiirtották a Földet amiatt, hogy ne váljanak a Goa'uldok gazdatesteivé.

### Re'ol
A Goa'uld majdnem teljesen kipusztította. Kifejlesztettek egy olyan védekezési technikát, amivel fizikai érintkezés után, bárkiben hamis emlékeket képesek elültetni. Sérülés esetén gyors testi regenerálódás jellemzi őket. A földi csapat megmenti egyiküket, aki átadja nekik ezt az anyagot.

### Tollaniak
Fejlett technológiával rendelkező civilizáció. Képesek szilárd tárgyakon átmenni. Technológiájukat senkivel sem hajlandóak megosztani.
Bolygójuk fő védelmi fegyvere a goa'uldokkal szemben az ionágyú. Fő politikai kérdésekben a Tollán Tanács dönt. Kiváló a közbiztonságuk.

### Orbaniak
Az Orban bolygó lakói, valószínűleg ősi aztékok leszármazottai, fejlett technológiai szinten állnak. Gyermekeiket (Urrone) agyba épített nanitok segítségével tudás megszerzésére is használják, amely tudást az Averiumnak nevezett szertartás során szereznek meg. Nem ismerik a 
játék fogalmát.

### Enkaraiak
Fő ismertetőjegyük a sárga szemgolyó. Nagyon érzékeny a szemük, ezért csak olyan bolygón képesek megélni, ahol jóval sűrűbb az ózonréteg, mint a Földön. Falvakban élnek. Békeszerető nép, fejletlenebbek, mint a földi civilizáció.

### Nox
Béke- és természetszerető nép, különleges tulajdonságokkal rendelkeznek. Képesek feltámasztani a halottakat és láthatatlanná válni. Erdőkben és lebegő városokban élnek. Fő védelmüket a rejtőzködés jelenti. Rendkívül gyorsan tudnak idegen nyelveket elsajátítani.

### Bogár-humanoidok
Bogárszerű, félig humanoid faj. Az Invázió című epizódban jelennek meg. Egy gép segítségével képesek bárki alakját felvenni és emlékeit megismerni. Fő fegyverük a megtévesztés. Szorult helyzetben nem riadnak vissza az önmegsemmisítéstől sem. Agresszív, militáns faj.

### Argosziak
Az Argosz bolygó lakói az ókori görög kultúra nyomait viselik magukon. Egy goa'uld kísérlet részeként – amelynek célja az evolúció felgyorsítása – az argosziak csak 100 napig élnek, így testük fejlődése rendkívül gyors. Béke- és vendégszerető nép, mélyen vallásosak. Idejük nagy részét szórakozással töltik (pl. lakomák, tánc). Minden éjszaka egy központi jelre alszanak el és minden reggel egy központi jelre ébrednek fel. Mindezt a templomuk istenszobrába rejtett sugárzó szerkezet irányítja.

### Kristálylények
Ez az életforma méretes kék kristályok formájában létezik. Különleges tulajdonságuk, hogy képesek más élőlényeket pontosan lemásolni. Kristály formájukban is fel tudnak venni emberi arcot és képesek emberi nyelven is kommunikálni. A goa'uldok megpróbálták elpusztítani őket.

### Aschenek
Rendkívül fejlett technológiával rendelkező kultúra. Képesek csillagokat létrehozni és teleportálni, óriási, űrhajószerű aratógépekkel is rendelkeznek. Egy lassú folyamat részeként igáznak le bolygókat, módszerük a helyi lakosság népszaporulatának kontrollja mesterséges sterilizálás segítségével.

## A Csillagkapu: Atlantisz sorozatban megjelenő civilizációk

### Genii
Emberi kultúra a Pegazus-galaxisban. Fejlett, katonai kultúra, technológiailag a Föld 1940-es éveinek szintjén állva. Régen bolygószövetséget alkottak, de űrhajók hiányában a csillagkapukat használták az utazásokhoz. Miután a lidércek szétverték kultúrájukat, fejlett technológiájuk maradványait a föld alá költöztették, így próbálván megtéveszteni a lidérceket technológiai fejlődésükről.
Fő céljuknak tekintik, hogy kifejlesszék atomfegyverüket, mellyel az alvó Lidérc hajókra lopakodva, álmukban megsemmisítenék őket. A tervüket nem tudják végrehajtani, mivel a kísérleteknél nem sikerült elérni a kritikus tömeget, így az atomfegyverüket még nem tudták bevetni.
Az atlantisziakkal mindig változó viszonyban voltak. Az 1. évad 10. A vihar című epizódban Atlantiszt nagy vihar fenyegette, néhány emberen kívül mindenkit átköltöztettek egy másik bolygóra, ahol azonban genii kémek voltak. Megtudták, hogy Atlantiszon csak minimális létszámú személyzet maradt, ezért átmentek egy olyan csellel, hogy azt mondták, megtámadták őket. Atlantiszon leengedték a pajzsot, a támadók pedig elfoglalták a várost. Végül John Sheppard megállította őket.
A genii-jal csak akkor rendeződött a viszonyuk, amikor Ladon katonai a puccsal kezébe vette a vezetést.

### Lidérc
Az "Atlantisz" sorozat főszereplő faja, egyben az atlantiszi expedíció legnagyobb ellenfele. Lakhelyük a Pegazus-galaxis. Az ősök/emberek és az egyik bolygón található bogár (Iratus bogár) hibridizációjából létrejött faj.

## ACsillagkapu: Univerzumsorozatban megjelenő civilizációk és értelmes fajok
Megjegyzés: A legtöbb faj a filmekben nincs nevesítve, vagy csak jóval az első megjelenésük után.

### Lucian szövetség
Első megjelenés és említés: 1-2. epizód (nevesítetlenül), első megjelenés nevesítve: 18. ep.
Főleg (de nem kizárólag) emberek alkotta, ellenséges csoport a Galaxisban, akik a goa’uldok meggyengülése okozta hatalmi vákuumot felhasználva kaptak erőre. Megszerezték a goa’uldok számos járművét és technológiáját, és megfeszített erővel küzdenek az ősök titkainak megfejtéséért, bár ebben a versenyben le vannak maradva a Földhöz képest. Különféle hadurak és családok irányítják őket, szerveződésük némileg maffiaszerű. Törvényeik, szokásaik is kemények, kegyetlenek. Ugyanakkor a zordabb világokban sokszor az egyetlen lehetőség a túlélésre a Szövetséghez való csatlakozás és hűség. A földi vezetés mindenesetre közönséges bűnözőknek és terroristáknak tartja őket.

### „A sivatag szelleme”
Első megjelenés: 3. epizód (végig nevesítetlen marad).
Egy apróbb (mikroszkopikus vagy félmikroszkopikus) elemekből álló, mozgása során homoktölcsér vagy rovarraj benyomását keltő, értelmes is magyarázhatóan viselkedő entitás, az első ismeretlen idegen faj, amely feltűnik a sorozatban. A 3. epizód sivatagbolygóján él. Képes rövid időre különféle alakokat felvenni (pl. emberi arcot), de sem az ily módon, sem a telepatikusan sugárzott üzeneteit sem sikerül igazán megérteni. Ám véletlenül a Végzet fedélzetre kerül, és gyors szaporodása folytán, amely sok vizet igényel, elkezdi felemészteni a víztartalékokat. Alapvetően egyáltalán nem ellenséges lény, azonban ha provokálják vagy fenyegetve érzi magát, ideiglenesen veszélyessé válhat. A sorozatban egy embert megment, mivel mentális kapcsolatba lép Scott hadnaggyal, és elvezérli arra a helyre, amit keres; egy katonát viszont, aki pánikba esik és megtámadja, rovarrajszerű alakot felvéve, megöl.

### Bolygóépítők
Első említés: 13. epizód, megjelenés: 29. epizód.
Rejtőzködő (és valószínűleg felemelkedett) faj, akik képesek mesterséges úton csillagokat és bolygókat építeni. A Végzet megtalálja egyik művüket, egy bolygórendszert, egy idillikus környezetű lakható, de lakatlannak látszó bolygóval, és a legénység néhány tagja ott akar maradni. Az idegenek egykori jelenlétét egy rejtélyes és hatalmas oszlopszerű építmény jelzi, amely egyszer csak elkezd egy energianyalábot sugározni az űrbe. A legénység néhány tagja afféle istenként kezdi tisztelni az egykori építőket, másoknak viszont kételyeik vannak, hogy örülnének-e a hívatlan telepeseknek, és az oszlop nem riasztóként működik-e? Amikor TJ elvetél egy sebesülése miatt, álmokat vagy víziókat lát, melyben babáját a bolygón maradt néhány csapattag veszi gondjaiba – mintha a Paradicsomba kerülne – és bizonyos jelek arra utalnak, ez akár több is lehet, mint álom (TJ álmában ugyanis azt a csillagködöt látja a bolygó felett, amihez a Végzet csak az ébredése után érkezik meg). Az idegenek – akárcsak egykor Ré – képesek a halott emberi test (ideiglenes) kijavítására is: amikor a bolygón maradtak néhány hónap múlva meghalnak (többségükkel a hideg végez), egyikük kétségbeesett könyörgésének hatására fény jelenik meg, és a halottak újra életben találják magukat, ráadásul a több tízezer fényév távolságra járó Végzet melletti űrkomp fedélzetén. A halálukat elfelejtik, azt csak Wray regressziós hipnózis-kúrái tárják fel. Végül mindannyian meghalnak, pontosan úgy, ahogy előzőleg is; az idegenek csak pár nappal tudták vagy akarták meghosszabbítani az életüket. TJ halott babája nem kerül elő, így a hadnagy az erről szóló víziót végül a Végzet számítógépének tulajdonítja, amelyről már többször bebizonyosodott, hogy képes telepatikus üzeneteket sugározni.

### Dinoszaurusz-szerű ragadozó
Első megjelenés: 36. epizód.
Egy nagyméretű négylábú vadállatfaj, amelyről azonban a Végzet legénysége úgy kezdi sejteni: nemcsak olyan értelemben okos, mint egy kutya vagy egy majom, hanem kifejezetten intelligens. Úgy tűnik, felismeri pl. a tüzet és a fegyvereket. Csapatban vadászik, és számos embert megsebesít, két foglyot is ejt, végül azonban senkit sem öl meg, elengedi az áldozatait a bolygójáról.

### Drónok
Első megjelenés: 30. epizód
Ismeretlen faj által készített automata űr-hadihajók az ursinik galaxisában, amik igyekeznek elpusztítani minden útjukba kerülő, számukra idegen technológiát (mind az űrjárműveket, mind az elektromos sugárzást kibocsátó településeket). Fejlett, intelligens automatikus harci irányító rendszerük gyorsan és jól alkalmazkodik mindenfajta taktikához, amit a megtámadott civilizációk alkalmaznak ellenük, ráadásul tömegesen lepik el az ursini galaxist, így nagyon sokan vannak és nagyon veszélyesek. Az ursinik körében óriási károkat okoztak, nem kizárt, hogy teljesen kiirtották ezt a fajt. Számos, a galaxisban a Végzet legénysége által egy időanomália következtében létrehozott emberi civilizációt is megsemmisítettek, elüldözve vagy megölve a lakosokat.

### Nakai
Első megjelenés: 11. epizód. A sorozatban nincsenek nevesítve, nevük egyszerűen csak „idegenek”; először az egyik producer, J. Mallozzi nevezte el őket így a blogján; úgy tűnik, meglehetősen esetleges jelleggel, egy ott feltett kérdésre válaszolva.
Az embereknél valamivel kisebb termetű és fizikailag gyengébb, de magasabb technológiai szinten álló, áttetsző világoskék bőrű, kétéltű jellegzetességekkel bíró idegenek, akik megszállottan üldözik a nem a saját galaxisukból származó Végzetet, hogy feltörjék a pajzsát és megkaparintsák az ős hajó által szerezhető tudást. Így kevéssé örülnek annak, hogy az emberek megjelentek a hajón, és megpróbálják felhasználni őket a saját céljaikra, vagy legalábbis elűzni a fedélzetről. Dr. Rusht és Chloét fogságba ejtik, időnként angol nyelvű SMS-szerű üzeneteket küldenek a Végzet legénysége számára, mint pl. „Surrender” (Adjátok fel!) vagy adjátok át!) ill. „No escape” (Nincs menekvés!)

### Ursini
Első megjelenés: 23. epizód (név nélkül); nevesítés: 30. ep.
Egy technológiailag szintén fejlett idegen faj, akik nem a Tejút és nem is a nakaik galaxisában élnek, vagy legalábbis éltek a drónokkal való háborújukig. Az első kapcsolatfelvétel a zord körülmények miatt meglehetősen ellenségesre fordul (bár eleinte nem az): amikor rájönnek, hogy az emberek energiát vonnak el az általuk birtokolt ős telepítőhajótól, a folyamatot megfordítva, majdnem elpusztítják a Végzet legénységét. A legénység kénytelen Telford ezredest hátrahagyva elmenekülni, azonban az idegenek befogadják Telfordot és együttműködnek, hogy megtalálják a Végzetet. Végül egy drónokkal vívott ütközet közepette találnak rájuk, és együtt próbálnak megoldást találni a drónok jelentette problémára. Az utolsó ismert ursinik taktikai öngyilkosságot követnek el, amikor a Végzettel közösen felveszik a harcot egy drón vezérhajóval, és a csata nagyon rosszul alakul; így lehetséges, hogy ez a faj kihaltnak tekintendő.